# 花剌子模州
花剌子模州，又譯花拉子模州，是烏茲別克十二個州份之一。它涵蓋6,300平方公里，有人口1,200,000。花剌子模州下轄10個縣，首府設於烏爾根奇市。

## 地理位置
花剌子模州位於烏茲別克西部。它與以下州份或國家相連（從北開始逆時針）：卡拉卡爾帕克斯坦自治共和國、土庫曼、布哈拉州。公路全長2,000公里，另外鐵路130公里。

## 經濟
花剌子模州的經濟以棉花和食品加工為主。州內有不少的棉花加工場、石油提煉廠、釀酒廠和成衣製造工場。稻米和穀物的生產在過去幾年大幅增加；果園亦出產如葡萄、甜瓜和馬鈴薯等蔬果。